# Anna Danesi
Anna Danesi (ur. 20 kwietnia 1996 w Bresci) – włoska siatkarka, reprezentantka kraju, grająca na pozycji środkowej. 

## Sukcesy klubowe
Superpuchar Włoch:
- 2016, 2018

Puchar Włoch:
- 2017

Liga Mistrzyń:
- 2017, 2019
- 2018, 2025[5]

Mistrzostwo Włoch:
- 2018, 2019
- 2022[6], 2025[7]

Puchar CEV:
- 2021

Puchar Challenge:
- 2024[8]

Klubowe Mistrzostwa Świata:
- 2024[9]

## Sukcesy reprezentacyjne
Mistrzostwa Europy Kadetek:
- 2013

Mistrzostwa Świata Juniorek:
- 2015

Grand Prix:
- 2017

Volley Masters Montreux:
- 2018

Mistrzostwa Świata:
- 2018
- 2022[10]

Mistrzostwa Europy:
- 2021
- 2019

Liga Narodów:
- 2022[11], 2024[12], 2025[13]

Igrzyska Olimpijskie:
- 2024[14]

## Nagrody indywidualne
- 2015: Najlepsza blokująca Mistrzostw Świata Juniorek[15]
- 2021: Najlepsza środkowa Mistrzostw Europy
- 2022: Najlepsza środkowa Mistrzostw Świata[16]
- 2024: Najlepsza środkowa Igrzysk Olimpijskich w Paryżu[17]